# جودی مارته
جودی مارته (انگلیسی: Judy Marte؛ زادهٔ ۱۲ آوریل ۱۹۸۳) یک هنرپیشه اهل ایالات متحده آمریکا است. وی از سال ۲۰۰۰ میلادی تاکنون مشغول فعالیت بوده‌است.
او در فیلم پارتیزان بازی کرده‌است.